# ブール関数
ブール関数（ブールかんすう、英: Boolean function）は、ブール領域の非負整数回の直積を定義域とし、ブール領域の元のうち片方を返す関数である。
{\displaystyle f:\{0,1\}^{n}\rightarrow \{0,1\}}
ブール値関数の特殊なものである。
X = M = {1, 2, 3, …} であるとき、f は無限の「二値数列; binary sequence」すなわち 0 と 1 の無限列である。X = [k] = {1, 2, 3, …, k} であるとき、f は長さ k の二値数列である。そのような関数は {\displaystyle 2^{2^{k}}} 個存在する。これは計算複雑性理論における問題で基本的な役割を果たす。

## 効率的表現
（命題論理の）論理式で表現できるが、効率的な表現としては次のようなものがある。
- 二分決定図 (BDD)
- 否定標準形
- Propositional Directed Acyclic Graph (PDAG)

### 簡単化
簡単な表現に変換する手法として次のようなものがある。
- カット・アンド・トライ法

ブール代数の定義を用い、効率的な表現に変形していく。
- ベン図

ベン図を用いて視覚的にわかりやすい表現にする。
以上は人間の直感によるものであり「変換する手法」と言えたものではない。
- カルノー図法

カルノー図を用い、効率的な表現に変形していく。
- クワイン・マクラスキー法

クワイン・マクラスキー法を用い、効率的な表現に変形していく。計算機で簡単化するのに適している。

## 標準形
選言標準形と連言標準形が代表的である。他に、リード-マラー標準形などがある。

### リード-マラー標準形
リード-マラー標準形（en:Algebraic normal form）は、積（AND）の排他的論理和（XOR）による標準形である。
| {\displaystyle f(x_{1},x_{2},\ldots ,x_{n})=\!} | {\displaystyle a_{0}+\!}                                    |
|                                                 | {\displaystyle a_{1}x_{1}+a_{2}x_{2}+\ldots +a_{n}x_{n}+\!} |
|                                                 | {\displaystyle a_{1,2}x_{1}x_{2}+a_{n-1,n}x_{n-1}x_{n}+\!}  |
|                                                 | {\displaystyle \ldots +\!}                                  |
|                                                 | {\displaystyle a_{1,2,\ldots ,n}x_{1}x_{2}\ldots x_{n}\!}   |

ここで {\displaystyle a_{0},a_{1},\ldots ,a_{1,2,\ldots ,n}\in \{0,1\}^{*}} である。
従って、列 {\displaystyle a_{0},a_{1},\ldots ,a_{1,2,\ldots ,n}} の値の列もブール関数を一意に表している。ブール関数の代数的次数は、1つの（AND）項に現われる {\displaystyle x_{i}} の個数で表される。つまり、{\displaystyle f(x_{1},x_{2},x_{3})=x_{1}+x_{3}} の次数は 1（線形）であり、{\displaystyle f(x_{1},x_{2},x_{3})=x_{1}+x_{1}x_{2}x_{3}} の次数は 3（立方）である。